# Заборув-Старий
Заборув-Старий (пол. Zaborów Stary) — село в Польщі, у гміні Гостинін Ґостинінського повіту Мазовецького воєводства.
Населення — 227 осіб (2011).
У 1975-1998 роках село належало до Плоцького воєводства.

## Демографія
Демографічна структура станом на 31 березня 2011 року:
|          | Загалом | Допрацездатний вік | Працездатний вік | Постпрацездатний вік |
| -------- | ------- | ------------------ | ---------------- | -------------------- |
| Чоловіки | 110     | 17                 | 85               | 8                    |
| Жінки    | 117     | 26                 | 61               | 30                   |
| Разом    | 227     | 43                 | 146              | 38                   |